# بررسی برهان خودکار
بررسی برهان خودکار در علوم رایانه به فرایند استفاده از نرم‌افزار برای بررسی درستی برهان‌های ریاضی است. بررسی برهان خودکار یکی از توسعه‌یافته‌ترین شاخه‌های استدلال خودکار به‌شمار می‌آید.